# Сорочнево
Сорочнево — деревня в Рузском районе Московской области, входит в состав сельского поселения Ивановское. Население 3 человека на 2006 год. До 2006 года Сорочнево входило в состав Сумароковского сельского округа.
Всего насчитывается 21 дом. В соответствии с планом межевых паспортов Генерального межевания 1766—1770 гг.: «Сорочнево, Рузский уезд, Раставецкий стан, владение лейб гвардии капитана Петра Матвеевича Замятина… душ — 41.» В декабре 1941 года на окраине деревни были расстреляны 21 красноармеец. После войны останки погибших были перенесены и захоронены в соседней деревне Сумароково. На месте захоронения установлен обелиск.
Деревня расположена на западе района, примерно в 16 километрах к западу от Рузы, у границы с Можайским районом, высота центра над уровнем моря 204 м. Ближайшие населённые пункты в 2,5 километрах — Сумароково на север, Трубицино юго-западнее и Вараксино на юг.

## Население
| 2002 | 2006 | 2010 |
| ---- | ---- | ---- |
| 10   | ↘3   | ↗6   |